# タマリロ
タマリロ（学名：Solanum betaceum、英語:Tamarillo）は、ナス科ナス属の植物。また、その果実のこと。常緑小木で、果実は食用として利用される。トマトに近縁で、ツリートマト、木立ちトマトの別名を持つ。

## 特徴
樹高は最大で6mほどになる。若木は根張りが浅く、風や降霜の影響を受けやすい為、栽培には支柱やマルチングを必要とする。樹齢2年で結果する。果実は約2 - 8cmで、パッションフルーツとトマトとキウィフルーツの中間のピリッとした味と評される。
原産地では1本の木で1家族の3か月間の収穫が出来るとされる。状態が良ければ、1年で66kgもの収穫が見込めるという。ある程度の成長の後、片側の根を切って木を傾け、主幹を切って横枝を出させることで収量を増やす。

## 分布
南米のアンデス山脈周辺、ペルー、エクアドル、ボリビア、コロンビア、チリなどに広く分布する。

## 普及
オセアニアではニュージーランド / オーストラリア、南米ではアルゼンチン / ブラジル / ベネズエラ、その他の地域では インドネシア / ケニア / ポルトガル / アメリカ合衆国などで栽培されている。
特にニュージーランドとポルトガルでは商業栽培が進み、輸出も行っている。オーストラリアにおいては1970年代から一部で知られていたが、本格的な栽培は1996年に開始された。日本ではあまり栽培されていない。

## 名称
原産地である南米では、木立ちトマト（スペイン語: tomate de árbol）の名称が一般的であり、主に英語圏での名称であるタマリロとはあまり呼ばれない。これは1967年にニュージーランドにおけるプロモーションの一環で「タマリロ」という名称が作られたためである。それまでは英語圏においてもツリートマトの名称であった、エキゾチックなイメージ作りとトマトとの差別化を狙って新名称が採用された。由来は、マオリ語でリーダーシップを意味する（マオリ語: tama）とスペイン語で黄色にあたる（スペイン語: amarillo）。ちなみにニュージーランドは南米原産の個性的な植物の導入に以前から熱心である。

## 利用方法
熟した果実はそのまま、もしくは砂糖を加えて生食される。また、サラダや煮込み料理に加えられたり、オランデーズソース、チャツネ、ピューレ等に加工される。コンポート、シュトゥルーデル、ババロアなどにも使用されている。
コロンビア、エクアドル、スマトラにおいては水や砂糖を加えてしばしばジュースに加工される。

## ギャラリー

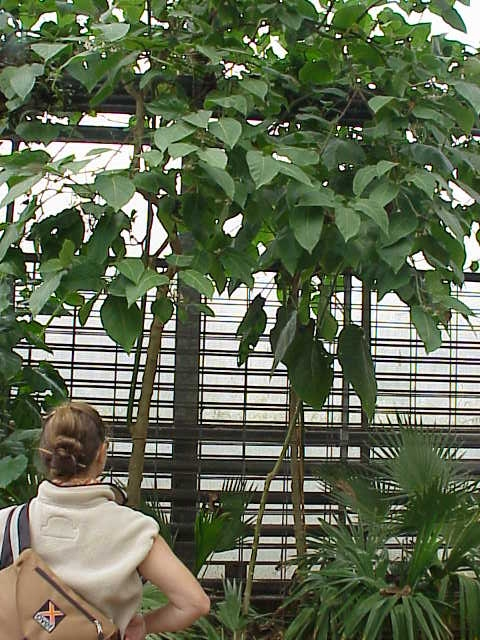
樹の姿
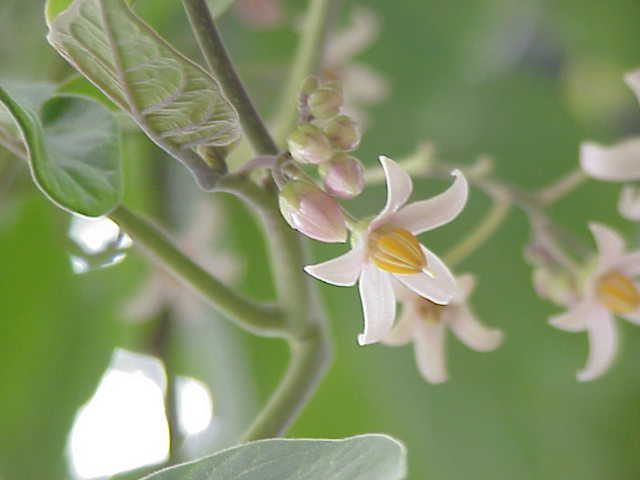
花
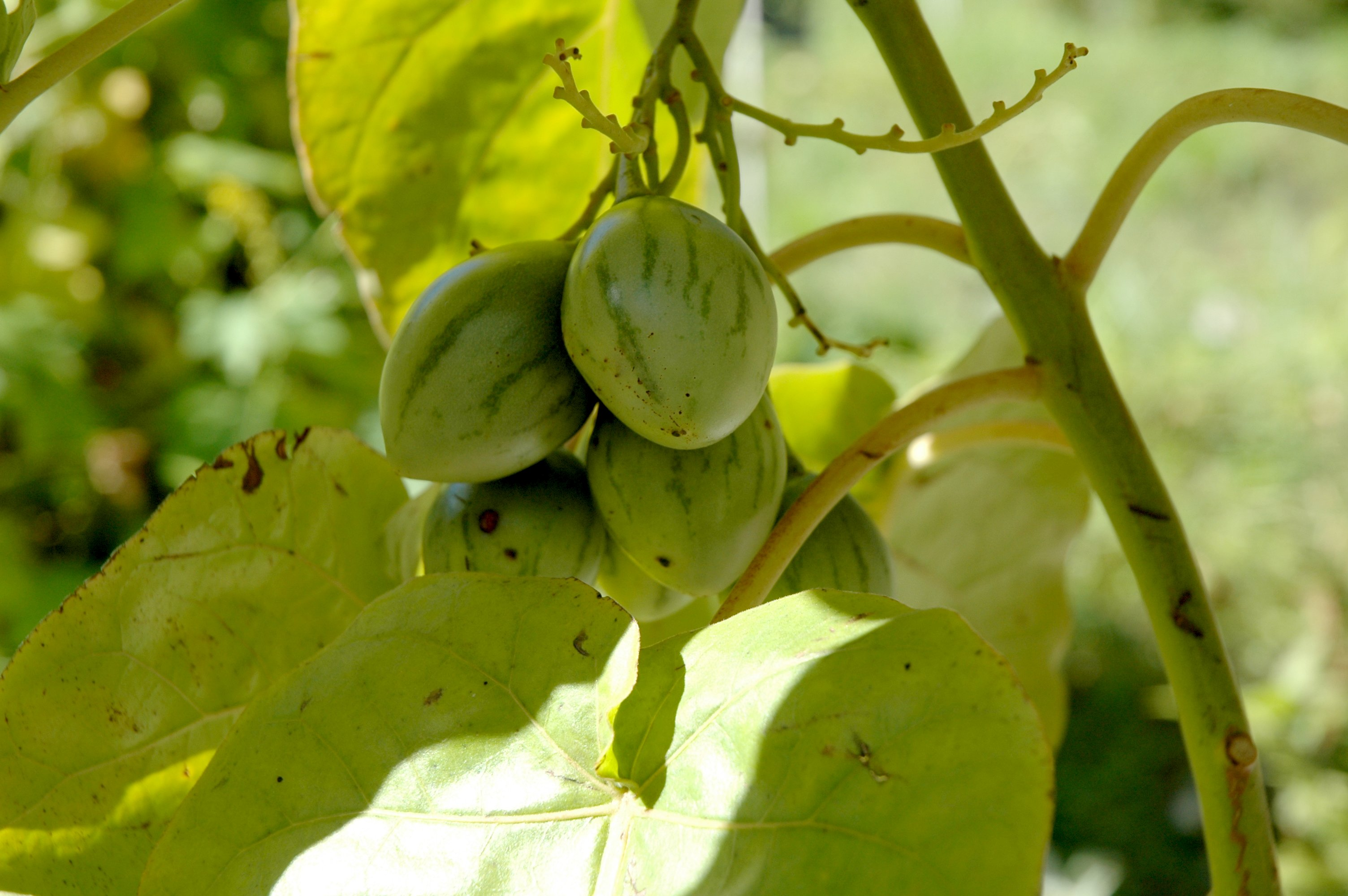
未熟な果実
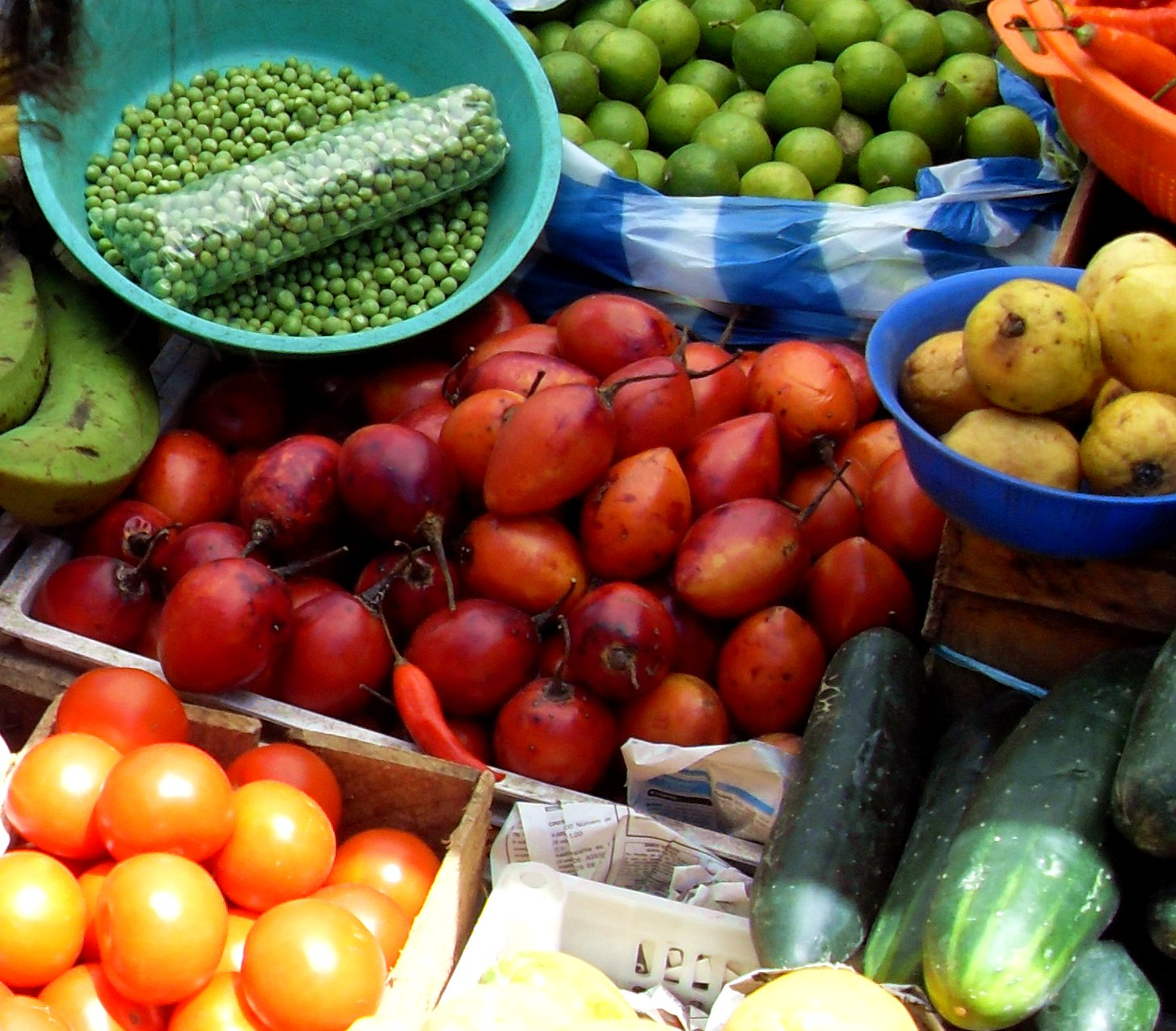
エクアドルの市場にて